# Мидвест Сити (Оклахома)
Мидвест Сити (енгл. Midwest City) град је у америчкој савезној држави Оклахома.

## Демографија
По попису из 2010. године број становника је 54.371, што је 283 (0,5%) становника више него 2000. године.
| Група             | 2000.          | 2010.          |
| Белци             | 36.575 (67,6%) | 33.697 (62,0%) |
| Афроамериканци    | 10.573 (19,5%) | 11.888 (21,9%) |
| Азијати           | 892 (1,6%)     | 913 (1,7%)     |
| Хиспаноамериканци | 2.192 (4,1%)   | 3.019 (5,6%)   |
| Укупно            | 54.088         | 54.371         |